# Kiritsugu Emiya
Kiritsugu Emiya (衛宮 切嗣, Emiya Kiritsugu) (japonês: 衛宮 切嗣, Hepburn: Emiya Kiritsugu) é um personagem fictício introduzido pela primeira vez no romance visual Fate/Stay Night por Type-Moon e explorado mais tarde na prequela do romance leve Fate/Zero por Gen Urobuchi. Kiritsugu é apresentado como o pai adotivo recentemente falecido de um adolescente chamado Shirou Emiya que ele conheceu depois de o salvar de um incêndio. Antes de morrer, Kiritsugu ensinou a criança magia básica e divulgou seus sonhos de se tornar um herói. Enquanto Shirou e o jogador sabem mais sobre Kiritsugu na história, o romance leve revela que ele é um lutador da Quarta Guerra do Santo Graal, um conflito entre magos do Fate/Zero. Kiritsugu participa da Quarta Guerra do Santo Graal uma década antes do Fate/stay night, apoiando sua esposa Irisviel von Einzbern e seu Servo Saber. Kiritsugu também apareceu em vários spin-offs baseados na franquia Fate.
Como um personagem secundário na visual novel original, a caracterização de Kiritsugu na light novel foi feita principalmente pelo escritor Gen Urobuchi quando ele escreveu Fate/Zero como uma trágica prequela. Seu design foi criado por Takashi Takeuchi, embora ele não tenha desenhado várias ilustrações dele. O personagem é dublado em japonês por Rikiya Koyama, que o dublou pela primeira vez na adaptação do anime de 2006 de Fate/stay night . Na dublagem inglesa, ele foi dublado por Matthew Mercer . Miyu Irino fornece sua voz japonesa durante os flashbacks, enquanto Marin Miller o dubla em inglês quando ele era criança.
A recepção crítica ao personagem de Kiritsugu tem sido geralmente positiva por causa de sua mistura de personalidade sombria e clara, como evidenciado por suas ações, como seu relacionamento com sua família e seus métodos violentos. Sua rivalidade e luta com Kirei Kotomine também recebeu elogios. O personagem tem sido popular entre as bases de fãs de Type-Moon e Fate, frequentemente aparecendo em pesquisas de popularidade e em pesquisas gerais de anime.

## Aparições
Kiritsugu é mencionado pela primeira vez na visual novel Fate/stay night como o falecido pai adotivo de Shirou Emiya. Ele ensinou magia básica a seu filho e transmitiu seus ideais antes de sua morte. Devido à pouca idade de Shirou, Kiritsugu já havia pedido a um amigo, Taiga Fujimura, para cuidar dele após sua morte. Ao longo da história, Shirou conhece a filha de Kiritsugu , Illyasviel von Einzbern . Shirou descobre que Kiritsugu participou de um conflito conhecido como a Quarta Guerra do Santo Graal e, em suas consequências, ele passou para a criança Shirou a bainha Avalon: The Everdistant Utopia (全て遠き理想郷, Subete Tōki Risōkyō)  para protegê-lo do perigo.
Kiritsugu é o principal protagonista da light novel prequela Fate/Zero . Ele participa da Quarta Guerra do Santo Graal, um conflito entre vários magos e seus Servos, sendo o Servo de Kiritsugu Saber. Ele é apresentado como marido do homúnculo Irisviel von Einzbern e pai de um Illyasviel mais jovem. Nascido na cidade de Fuyuki, Kiritsugu foi criado na Ilha Alimango, onde morou com seu pai, Norikata, um mago especializado em magia do tempo. Ele tinha uma queda por uma garota local chamada Shirley. No entanto, Shirley se tornou uma vampira depois de beber uma das poções de Noritaka. Sua vila logo foi invadida por Executores da Igreja e Executores da Associação dos Magos – agentes cujo objetivo respectivo era destruir todos os vampiros e eliminar qualquer vestígio de civilização e vampirismo na ilha. Percebendo que seu pai pretendia que a vila fosse o local de testes para sua pesquisa sobre a imortalidade, Kiritsugu atirou em seu pai para evitar que uma tragédia semelhante se desenrolasse novamente no futuro. Ele então ficou sob a proteção de Natalia Kaminski e a ajudou enquanto ela caçava magos desonestos. À medida que continuavam a eliminar ameaças perigosas à paz e à estabilidade mundiais, Kiritsugu optou por matar Natalia durante uma dessas missões, a fim de evitar o pior cenário possível. Cerca de onze anos antes da Quarta Guerra do Santo Graal, ele assumiu como aprendiz uma criança-soldado que resgatou, a quem acabou chamando de Maiya Hisau, treinando-a da mesma forma que Natalia o treinou. Maiya mais tarde se tornaria sua amante. Dois anos depois, Kiritsugu foi contratado pela família Einzbern para ser seu representante no conflito que se aproximava. Acreditando que o Santo Graal poderia realizar o seu desejo de paz mundial, ele deixou para trás o seu antigo trabalho como mercenário.
Apesar de ser o verdadeiro Mestre da família Einzbern, Kiritsugu opera principalmente em segundo plano durante o conflito, emboscando outros Mestres enquanto eles estão ocupados. Saber faz parceria com Irisviel e atua abertamente para evitar conflitos entre Kiritsugu e Saber, pois suas metodologias são conflitantes. Durante sua luta final com o mestre Kirei Kotomine, Kiritsugu é arrastado para o Graal que assume a forma de Irisvel assumindo a identidade de " Angra Mainyu ". Kiritsugu percebe que o Graal interpretaria seu desejo matando todas as pessoas na Terra, exceto ele e sua família. Ele então ordena que Saber destrua o Graal. No entanto, Angra Mainyu escolhe Kirei como vencedor, concedendo-lhe o desejo de lançar um grande fogo. Kiritsugu procura sobreviventes, descobrindo um menino amnésico que ele chama de Shirou e adota. Kiritsugu então passa meses tentando resgatar sua filha Illya, mas é proibido de fazê-lo. Os anos passam enquanto Kiritsugu se afasta da maldição do Graal. Um jovem Shirou acaba realizando o sonho de seu pai antes que Kiritsugu morra em paz.
Além dos light novels Fate/Zero, Kiritsugu apareceu nas adaptações de anime e mangá. Um CD dramático explorando a vida de Kiritsugu com Shirou e Fujimura foi lançado, bem como um drama sonoro. Um jogo para celular também adapta a vida de Kiritsugu na série. Um Kiritsugu alternativo aparece no mangá Fate/kaleid liner Prisma Illya primeiro como um homem casado com Irisvel que trabalha no exterior e tem Illya como filha e Shirou como filho adotivo. Outro Kiritsugu aparece nas sequências e no filme Fate/kaleid liner Prisma Illya: Oath Under Snow (2017). Nesta versão, Kiritsugu e Shirou procuram uma criança misteriosa chamada Miyu Satsuki. Ao encontrá-la, Kiritsugu tem sentimentos confusos sobre ela; enquanto Shirou a considera um novo membro de sua família, Kiritsugu é contra isso porque pretende usar seus poderes para salvar o mundo. Porém, Kiritsugu morre de causas desconhecidas, deixando Shirou sozinho para cuidar de Miyu e decidir o que fazer com ela. Ele também aparece no videogame Fate/tiger colosseum UPPER, e no mangá Today's Menu for the Emiya Family, onde ele prova a culinária de Shirou pela primeira vez. O videogame Fate/Grand Order também apresenta um Kiritsugu alternativo que se tornou o Servo "Assassin" (アサシン, Asashin)  que não se separou de Irisvel. Em Fate/Accel Zero Order, Assassin participa da Quarta Guerra do Santo Graal, enfrentando múltiplos inimigos. Fora da franquia Fate, Kiritsugu aparece no videogame Toy Wars como parte de uma colaboração com a GungHo Online Entertainment para promover Fate/Zero .

## Criação e design

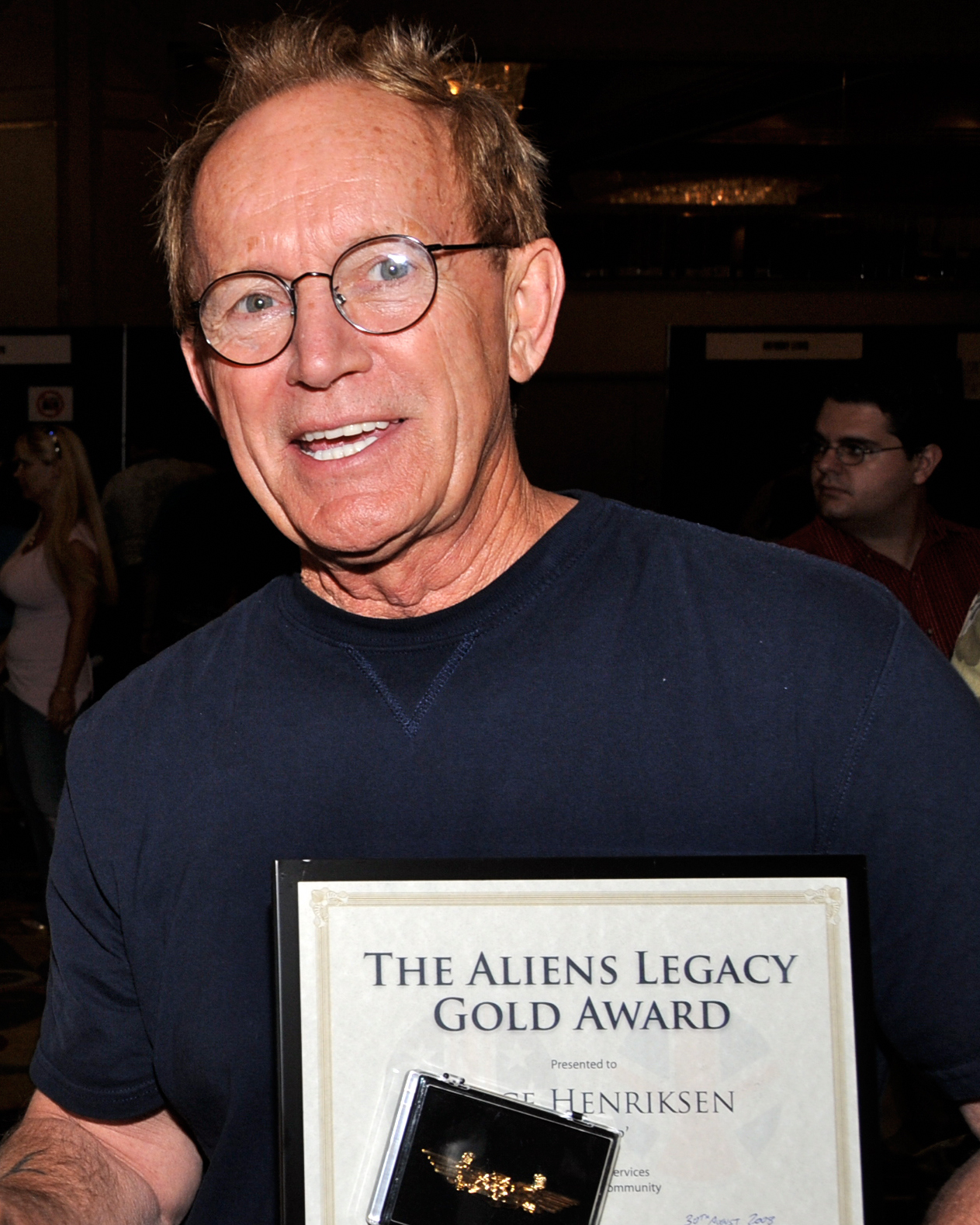
Uma das principais influências de Kiritsugu durante suas cenas de luta foi Lance Henriksen.

Na criação do personagem, Kinoko Nasu afirmou que Kiritsugu usou boku (僕) , um pronome de primeira pessoa geralmente usado por meninos. Fazia parte do design do personagem de Nasu, já que Gen Urobuchi sentiu que nunca conseguiria inventar isso. O designer de personagens Takashi Takeuchi sentiu que o jovem Kiritsugu parece o protagonista de um mangá shonen . Enquanto ele era o protagonista de Fate/Zero, havia pouca arte em comparação com outros personagens, já que ele só apareceu na capa duas vezes. Um tiro foi por trás, enquanto o outro foi apenas uma silhueta. Urobuchi sentiu que, como Kiritsugu se absteve da arrogância dos Espíritos Heróicos, a melhor solução seria torná-lo discreto, já que "um personagem que espalha a justiça deve falar pelas costas". Nasu acredita que Kiritsugu evita enfrentar questões pessoais em sua história, em contraste com Shirou Emiya, cuja caracterização e crescimento são mais explorados no romance visual.
Quando inspirado para escrever Fate/Zero, Urobuchi abordou Nasu com a ideia de um duelo entre Kiritsugu e Kirei Kotomine . Após uma discussão envolvendo Takeuchi, Urobuchi sentiu que sua carreira estava progredindo bem e que finalmente poderia escrever as histórias que queria. Ele acredita que não importa quão trágico seja o final, o final feliz de Fate/stay Night não será afetado porque Fate/Zero é uma prequela que retrata a infância de Kiritsugu. Ao iniciar o projeto de Fate/Zero, Nasu decidiu dar a Urobuchi total liberdade sobre a caracterização de Kiritsugu. Como no original Fate/stay night, Saber afirma que ela não conhecia bem seu antigo mestre, Kiritsugu. Urobuchi criou a esposa de Kiritsugu, Irisviel von Einzbern, para facilitar a comunicação entre Saber e Kiritsugu. A equipe estava preocupada sobre como Urobuchi lidaria com o relacionamento que Kiritsugu tem com Saber. Eles temiam que se a desconfiança de Saber em relação a Kiritsugu fosse excessiva, seria difícil para ela abrir seu coração para Shiro, filho adotivo de Kiritsugu, na sequência. Como resultado, Urobuchi teve que alterar algumas de suas ideias originais. Urobuchi afirmou que em suas obras os personagens que sobrevivem aos acontecimentos da trama tornam-se "pilares". Enquanto Saber, Kiritsugu e Kotomine são os principais sobreviventes, Kiritsugu morre fora da tela, e como Saber não tem um papel importante em Fate/Zero, o personagem pilar é Kirei.
Ao lutar, Kiritsugu emprega diferentes tipos de armas de fogo. Seu mais conhecido é um Thompson/Center Contender que serviu como uma das principais ideias que levaram à criação de Fate/Zero, que também foi inspirado na atuação de Lance Henriksen no filme Hard Target de 1993. Outra das principais armas de Kiritsugu é a Calico M950, mas a recarga das balas foi modificada para economizar mais tempo. Além disso, o Calico foi criado para fazer Kiritsugu parecer legal ao mesmo tempo em que parece um atirador herético, já que ele é um mago herético e pouco ortodoxo, especialmente durante sua luta contra Kirei Kotomine. Além das armas normais, Kiritsugu usa um feitiço conhecido como Origin Rounds (起源弾, Kigen-dan)  que Nasu comparou ao uso de armas em jogos de RPG devido ao dano relativo que poderia causar em outros magos. Urobuchi chamou a batalha final entre Kiritsugu e Kirei de "a cena de batalha mais difícil do romance" para ele como escritor, devido a um forte desequilíbrio de forças, segundo o autor, entre os oponentes (Kiritsugu possuía armas de fogo, magia do tempo e regeneração de Avalon, enquanto Kotomine era apenas um mestre na arte marcial bajiquan ).
Quando o dublador Rikiya Koyama interpretou Kiritsugu pela primeira vez na adaptação do anime Studio Deen de Fate/stay night, ele tinha uma linha de diálogo onde Kiritsugu olhava para o céu noturno e dizia "a lua está linda esta noite" e então morreu com uma risada triste. A equipe ficou tão emocionada, no entanto, que o fez seguir após a linha. Koyama ficou feliz em fazer isso, mas se perguntou por que eles estavam tão preocupados com uma linha em uma produção enorme. Mais tarde, ele descobriu que a linha era um ponto-chave que deu início a toda a história do Fate . Ele ficou muito surpreso quando ouviu isso. Por ter participado de Fate/stay night, ele foi capaz de interpretar o papel de Kiritsugu novamente em Fate/Zero . Ele nunca pensou que a pequena parte levaria a isso. Miyu Irino dublou o jovem Kiritsugu durante seus episódios de flashback em Fate/Zero . Matthew Mercer forneceu a voz inglesa de Kiritsugu quando adulto. Ao comemorar o dia dos pais, Mercer disse que Kiritsugu não é um bom pai. Ao terminar de gravar suas falas para o episódio final de Fate/Zero, Mercer disse que as últimas falas o emocionaram. Marianne Miller expressou sua personalidade infantil.

## Recepção
A recepção crítica ao personagem de Kiritsugu tem sido geralmente positiva. Morgan Lewis do VG Culture HQ o chamou de "um dos personagens mais intrigantes de todos os animes e da mídia japonesa", elogiando "seu certo nível de profundidade oculta sob seus olhos frios e sem vida" e seus nobres objetivos. Lewis elogiou ainda mais a complexidade e as falhas do personagem, e o saudou como "o maior personagem a enfeitar o anime japonês". Kotaku o considerou o melhor personagem de Fate/Zero, sentindo que apesar de suas ações questionáveis, ele "está longe de ser uma máquina de matar sem emoções", o que o torna interessante de assistir. O Anime UK News o considerou um herói trágico com múltiplas profundidades de caráter, dependendo da mídia em que é apresentado, embora o crítico tenha sentido que a encarnação do mangá não é bem apresentada. A Anime News Network elogiou a tragédia que aconteceu com Saber e Kiritsugu e descobriu que ter cada personagem desejando soluções para os problemas mundiais fazia com que valesse a pena assistir a série. O escritor também observou como Saber e Kiritsugu são opostos devido às suas origens diferentes e, ao mesmo tempo, semelhantes. Eles elogiaram a grande tragédia que aconteceu com Kiritsugu e os outros mágicos pelo impacto que isso teve nos telespectadores, deixando-os tristes. A UK Anime News Network ficou impressionada com a forma como o relacionamento de Kiritusugu e Saber foi explorado nas últimas partes da história, mostrando que, apesar de serem semelhantes em termos de personalidade, seus métodos são bastante diferentes por causa dos métodos violentos de Kiritusugu. O Fandom Post gostou de como o passado de Kiritsugu foi mostrado no anime, sentindo que isso adiciona mais profundidade ao seu personagem, fazendo com que os espectadores queiram ver a série novamente para ver mais dele. No entanto, o escritor Chris Beveridge sentiu que um episódio inteiro focado nisso parecia desnecessário. Koi-nya sentiu que, apesar da personalidade cruel de Kiritsugu, a impressão que ele causa nos espectadores muda quando eles veem suas interações com Irisviel e Ilyasviel, pois proporcionam mais alegria a ele, enquanto sua verdadeira identidade é explorada ao longo da história. Capsule Computers observou que à medida que os métodos severos de Kiritsugu aumentam e seu caráter muda, ele se torna ainda mais o oposto de Saber. O crítico elogiou os episódios de flashback "corajosos" por fornecerem uma explicação clara de como a infância sombria de Kiritsugu o transformou em um homem cruel, apesar de seu desejo pela paz mundial. A dubladora japonesa de Saber, Ayako Kawasumi, lamentou que Saber não entendesse as crenças de Kiritsugu e sua bondade.
A Anime News Network criticou o foco no relacionamento entre Kiritsugu e Kirei Kotomine, dizendo que parece "plano" em comparação com outros personagens. Enquanto isso, THEM Anime Reviews considerou o relacionamento de Kiritsugu e Kirei um dos destaques da série. Por outro lado, a luta entre esses dois personagens foi aclamada pelo Fandom Post devido às múltiplas técnicas que os personagens utilizavam, incluindo magia e armamento normal. O fato de o clímax ser interrompido com Kiritsugu confrontando a personificação do Graal dá mais profundidade ao seu passado e também aos seus desejos. Matthew Mercer foi considerado um dos melhores atores na dublagem inglesa da série, enquanto Rikiya Koyama também foi elogiado por sua atuação na versão original. Em outra revisão, um escritor da ANN elogiou a animação líquida original (ONA) do Menu de Hoje para a Família Emiya, pois tratava do relacionamento entre Kiritsugu com Shirou e Taiga Fujimura, algo que Fate/Zero e outras séries abordaram apenas brevemente. Embora Kiritsugu esteja morto pelos eventos de Unlimited Blade Works, vários sites elogiaram como Shirou continua seus ideais e amadurece no processo, aceitando-os apesar dos problemas que eles trazem para ele.
Kiritsugu é popular entre os fãs da série. Ele ficou em 11º lugar na pesquisa de personagens do 10º aniversário da Type-Moon em 2012. Em uma enquete Newtype de 2012, Kiritsugu foi eleito o terceiro melhor personagem masculino de anime, atrás de Koyomi Araragi de Nisemonogatari e Rider. Na edição de março de 2019 da revista, Kiritsugu ficou em quarto lugar. Em outra enquete, Kiritsugu e Irisvel foram listados como um dos melhores casais de anime. Ele também foi eleito o melhor mestre de Fate/Zero em uma enquete de 2012. Em outra enquete, Kiritsugu e Kirei foram eleitos como tendo a 11ª melhor rivalidade em uma série de anime. Kiritsugu ficou em primeiro lugar em uma enquete do My Navi News perguntando quais personagens de Fate/Zero os leitores mais gostariam de namorar, com 38,2% dos votos. Merchandising baseado em Kiritsugu também foi lançado, assim como réplicas de suas armas.